# Xenocalonectria serpens
Xenocalonectria serpens är en svampart som först beskrevs av Decock, Hennebert & Crous, och fick sitt nu gällande namn av Crous & C.L. Schoch 2000. Xenocalonectria serpens ingår i släktet Xenocalonectria och familjen Nectriaceae.   Inga underarter finns listade i Catalogue of Life.